# Kärrnerarbeit
Der Begriff Kärrnerarbeit (auch Kärrner „Wagenzieher“, von Karren) steht für harte körperliche Arbeit. Ursprünglich war dies Arbeit, die von einem Karrenführer, einem „Kärrner“, ausgeführt wurde. Der Begriff wurde auf anstrengende, zähe Arbeit allgemein übertragen. Er wird aber auch im figurativen Sinn benutzt, wenn eine Problemlösung besondere Anstrengungen und ein hohes Maß an Ausdauer erfordert - oder auch für harte Arbeit, ohne sichtbaren Erfolg.
Die Assoziation von einer Tätigkeit mit harter, körperlicher Arbeit wird auch beim Ausdruck „Knochenarbeit“ deutlich.

## Zitate
- „Wenn die Könige bauen, haben die Kärrner zu tun.“ (Schiller: Xenien Spottgedichte).
- „Ich hätte mir die wissenschaftliche Kärrnerarbeit antun müssen.“ (Karl-Theodor zu Guttenberg)[1]
- „Sparen ist Kärrnerarbeit.“ Ministerpräsident Winfried Kretschmann[2]